# Убба
Убба (також Убба Рагнарссон, відомий ще як Хубба, Уббе, Уббі) — легендарний данський вікінг, один із командувачів «Великої язичницької армії», яка в 865 році вдерлася в англосаксонські королівства. Син Рагнара Лодброка.

## Напад Великої язичницької армії
У 860-х роках на Англію напала велика данська армія, відома як «Велика язичницька армія». На чолі її перебували конунги, брати Івар Бескосний, Гальфдан, Бйорн Залізнобокий, Сігурд Змієокий і Убба, сини Рагнара Лодброка. Згідно з «Англосаксонською хронікою» восени 865 року «Велика армія язичників» висадилася в Східній Англії і перезимувала там.

### Завоювання Нортумбрії
Навесні 866 року вікінги на конях, захоплених у місцевого населення, напали на королівство Нортумбрія, де йшла міжусобна боротьба за владу між королями-співправителями, братами Еллою II і Осбертом. Наприкінці 866 року вікінги захопили Йорк, одне з найбагатших торгових міст в Англії. У 867 році королі Нортумбрії Елла II і Осберт, об'єднавши свої сили, вирішили відбити Йорк і зазнали поразки під стінами міста. У битві Елла і Осберт були вбиті. Данці посадили на королівський трон у Нортумбрії свою маріонетку Егберта I (помер у 873 році).

### Завоювання Мерсії
Згідно з Англосаксонським часописом у 867 році «Велика армія» атакувала сусіднє королівство Мерсію, де вікінги захопили місто Ноттінгем, що стало їхньою зимовою квартирою. Король Мерсії Бургред (помер у 874 році) і король Вессекса Етельред I (помер у 871 році) об'єднали свої війська і обложили Ноттінгем, але не змогли розбити вікінгів. Противники тільки домовилися про тимчасове перемир'я, під час якого данці поповнили свої сили для подальшого завоювання острова.

### Завоювання Східної Англії
У 869 році «Велика армія язичників» навалилась на королівство Східна Англія. Англосаксонський часопис повідомляє, що вікінги розташувалися на зимування, де вони розбили військо короля Східної Англії Едмунда, який загинув у битві. За іншими даними король Едмунд був схоплений данцями й страчений за відмову поклонитися язичницьким ідолам. Згідно з англосаксонським хроніками, у вбивстві короля Едмунда брали участь конунги Івар Бескосний і Убба.

### Атака на Вессекс
Після смерті Едмунда і завоювання Східної Англії відомостей про Івара Бескосного в англійських джерелах немає. У 870-х роках командувачем «Великої армії» став його брат Хальфдан, який очолив напад на королівство Вессекс. Англосаксонські хроніки повідомляють, що вікінги закріпились у 871 році в Редінгу і мали дев'ять битв з західними англосаксами. Найбільш важливим з боїв була битва при Ешдауні. У результаті данці були змушені укласти перемир'я з новим королем Вессексу Альфредом Великим.

### Подальші бойові дії
Згідно з «Англосаксонським часописом», після укладення перемир'я вікінги відступили до Лондона, де розташувались на зимові квартири. У 873 році данці рушили на північ у Нортумбрію, де придушили повстання проти свого короля-маріонетки Егберта I. У 874 році вікінги повністю підпорядкували собі королівство Мерсію. Вікінги скинули з престолу короля Мерсії Бургреда і посадили маріонеткового короля Кеолвулфа (874—879). «Historia Regum» повідомляла, що потім «Велика армія язичників» розділилася на дві частини. Одна під проводом Хальфдана виступила на північ проти піктів і бриттів у Стратклайді. «Аннали Ульстера» в 875 році повідомляли про криваві бої між вікінгами і піктами. Згідно з «Англосаксонським часописом», у 876 році Хальфдан розселив своїх воїнів на землях Нортумбрії, де було створено скандинавське королівство Йорвік.
У той час, коли Хальфдан зміцнився в Нортумбрії, друга частина «Великої язичницької армії» під командуванням конунга гутрума рушила на південь проти королівства Вессекс. «Англосаксонський часопис» повідомляв, що в 875 році данці, засівши в Кембриджі, вели військові дії проти Вессексу. Наступного року данці взяли Верхем. Король Вессекса Альфред Великий уклав нове перемир'я з вікінгами, але вони його порушили і захопили Ексетер у 877 році. гутрум планував з'єднатися з флотом вікінгів, що наближався, але через шторм той змушений був відійти до Мерсії. Попри це, Англосаксонський часопис повідомляв, що багато хто з воїнів в армії гутрума стали селитися в північно-східній частині Англії, що пізніше стала відомою як Данелаг. Взимку 877—878 років гутрум зробив несподіваний похід проти західних саксів. Зі своєї бази в Глостері вікінги зайшли вглиб Вессексу, знову захопили Лондон і стали на річці Ейвон, щоб провести там зиму.

### Смерть
У 878 році флотилія вікінгів (23 кораблі) під командуванням Убби висадилася на північному узбережжі Сомерсету, в районі гирла річки Паррета. У битві при Кінвінті англосакси під командуванням Одди, ерла Девону розбили вікінгів. У цій битві Убба був убитий, а знаменитий прапор синів Рагнара Лодброка з вороном був захоплений англосаксами. «Англосаксонський часопис» не називав прямо вождя вікінгів на ім'я, але він був описаний в ній як брат Івара і Хальфдана. Але англо-нормандський хроніст XII століття Джеффрі Гаймар у своїй хроніці «Історія англів» назвав Уббу командиром вікінгів у битві при Кінвінті.

### Вікінги в Англії після смерті Убби
Згідно з «Англосаксонським часописом», в травні 878 року король Вессексу Альфред Великий, зібравши свої сили, розгромив данських вікінгів під командуванням конунга гутрума в битві при Едінгтоні. Після своєї поразки гутрум змушений був прийняти мирні умови, запропоновані йому Альфредом. На вимогу Альфреда гутрум прийняв християнство. Під контролем гутрума були залишені Східна Англія, Ессекс, Нортумбрія і східна частина Мерсії, а Альфред Великий отримав Вессекс, Сассекс, Кент і Західну Мерсію.